# Hegyeshalmi László (színigazgató)
Hegyeshalmi László (Rákoshegy, 1933. április 15. – Veszprém, 2013. december 6.) magyar dramaturg, színigazgató.

## Életpályája
Szülei Hegyeshalmi János tanár és Kappel Erzsébet óvónő. A váci piarista gimnáziumban tanult, itt érettségizett 1951-ben. Előbb az Eötvös Loránd Tudományegyetemen tanult irodalmat (1963-ban szerzett diplomát), majd 1971–1974 között a Színház- és Filmművészeti Egyetem dramaturg szakos hallgatója volt.
1952–1961 között hangversenyrendezőként, 1960–1970 között népművelődési tanácsadóként dolgozott. 1962–1980 között az Országos Filharmónia Veszprém megyei megbízottja volt. 1970-től a veszprémi Petőfi Színház dramaturgja volt, majd 1981–1991 között az intézmény igazgatója. 1991-ben nyugdíjba vonult. 1992-ben alapította meg a veszprémi Mestermű Galériát. 2013-ban hunyt el, Zebegényben helyezték örök nyugalomra.
Felesége Birkus Valéria. Fia, ifj. Hegyeshalmi László képzőművész, tanár.

## Főbb művei
- Egy működő modell tapasztalatai (A veszprémi Petőfi Színház törekvései, működésének tapasztalatai, 1971)
- Szocialista urbanizáció – vidéki színházkultúra (1974)

## Díjai, elismerései
- Magyar Arany Érdemkereszt polgári tagozat (2013)
- Veszprém város díszpolgára (2002)[10]
- A Veszprémi Petőfi Színház örökös tagja (2001)
- Pro Comitatu-díj (1998)
- Gizella-díj (1993)
- Veszprém Megye Művészeti Díja (1986, 1991)
- Vajda Péter Művelődési-díj (1976)
- Lengyel Köztársaság Érdemkeresztje (1985)